# Găinești, Suceava
Găinești este un sat în comuna Slatina din județul Suceava, Moldova, România.

## Situare
Acest sat se desfășoară de-a lungul râului Suha Mică și a afluenților acestuia. Satul Găinești este situat în partea de Vest a satului Slatina, în Depresiunea Găinești. 

Satul face parte din comuna Slatina și se află la 34 km de Fălticeni, iar în vecinătate are Munții Stânișoarei cu vârful Între Dealuri care atinge o înălțime de 1107 metri.

Vecinii satului sunt: la Nord Teritoriul Humorului, la Vest comuna Stulpicani (sat vecin în această parte este Negrileasa), la Sud pădure aparținând comunei Mălini, iar în partea de Est comuna Slatina.

## Istoric
Satul își trage numele de la primul descălecător Simion Găină.

Prima mențiune documentară referitoare la această localitate o întâlnim într-un hrisov de pe timpul lui Ștefan cel Mare, datat din 15 septembrie 1498, apărut într-un "Codice" al Humorului.